# Manjusri

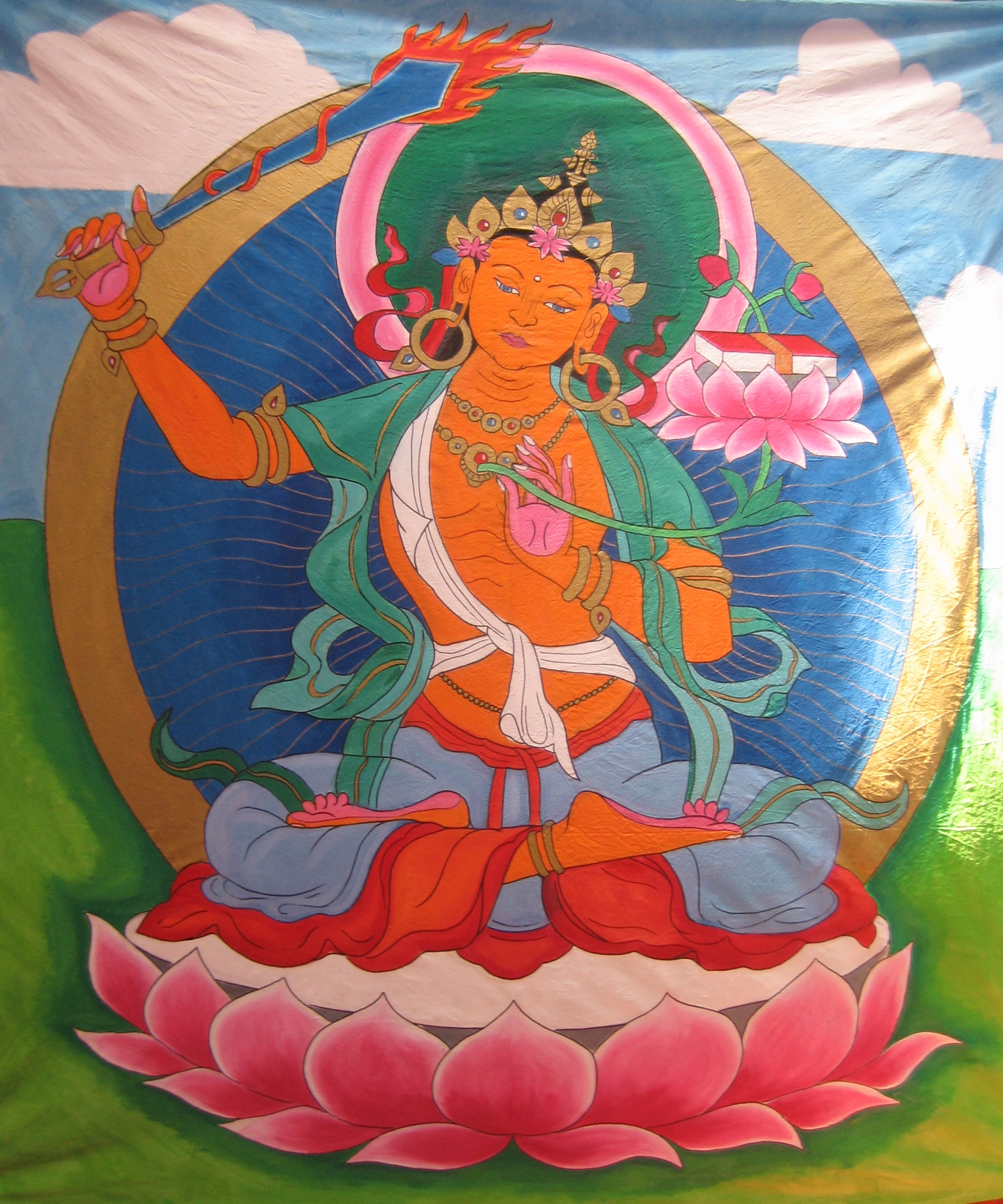
Manjusri

Mañjuśrī (chinês: 文殊 ou 文殊師利, transl. Wenshu ou Wenshushili; japonês: Monju; tibetano: Jampelyang), também grafado Manjushri e Manjughosha, é o bodisatva da consciência perspicaz no budismo. Discípulo do Buda histórico Shakyamuni, ele representa sabedoria, inteligência e realização de todos os Budas e seres iluminados, e é um dos mais populares bodisatvas depois de Avalokiteshvara (chinês: Guan Yin; japonês: Kannon).
Juntamente com Shakyamuni e seu colega discípulo Samantabhadra ele forma a Trindade Shakyamuni (japonês: Sanzon Shaka). Manjusri é um dos Oito Bodhisattvas da Sabedoria e um dos Treze Budas japoneses. No Budismo tibetano, ele é representado por vezes numa trindade com Avalokiteshvara e Vajrapani.
A espada flamejante em sua mão direita simboliza o poder da sabedoria que corta a ignorância (pali: Avijja), a origem de todo sofrimento.
Manjusri é mencionado em muitos sutras do maaiana, particularmente o Sutra Prajnaparamita. O Sutra do Lótus lhe designa um paraíso chamado Vimala, o qual, de acordo com o Sutra Avatamsaka está localizado no leste. Sua consorte, em algumas tradições, é Saraswati.
No budismo tibetano, Manjusri é uma deidade tântrica meditacional ou Yidam, e considerado um Buda totalmente iluminado.

## Mantra de Manjusri
Ao cantar o mantra de Manjusri, "Om Ah Ra Pa Tsa Na Dhih", acredita-se que a sabedoria seja ampliada e seja aperfeiçoada a capacidade de alguém debater, memorizar, escrever, explicar etc. "Dhih" é a sílaba-semente do mantra, e é cantada com grande ênfase.

## Iconografia
Um bodisatva, ele é representado brandindo uma espada flamejante em sua mão direita, representando a realização da sabedoria que corta através da ignorância e dos pontos de vista errôneos. A escritura segura em sua mão esquerda é a Prajnaparamita, representando sua conquista da realização final e da Iluminação. Variações sobre esta forma tradicional de Manjusri incluem Guhya-Manjusri, Guhya-Manjuvajra e Manjuswari, a maioria dos quais são formas tântricas associadas com o Budismo tibetano. As suas formas anteriores são geralmente acompanhadas por uma divindade abraçando-o.

## Manchu
De acordo com a lenda Nurhaci, um líder militar das tribos Jurchen e fundador do que seria a dinastia imperial chinesa Qing, acreditava ser uma reencarnação de Manjusri. Por isso, é dito ter ele renomeado sua tribo como Manchu.
(Veja também Yamantaka.)

## Papel na mitologia nepalesa
O vale de Catmandu era outrora uma lagoa. Acredita-se que Manjusri cortou uma ravina num lugar chamado Chovar e drenou a lagoa para instituir uma terra habitável. Os neuaris do vale de Catmandu aderiram tanto ao Budismo quanto ao hinduísmo. Os budistas do vale reverenciavam-no como o bodisatva da sabedoria. O sistema hindu tem uma divindade similar chamada Saraswati; portanto, no vale ambos são reverenciados da mesma maneira.